# Aenictequoidea
Aenictequoidea (лат.) — надсемейство паразитиформных клещей из инфраотряда Antennophorina отряда Mesostigmata. Мирмекофилы.

## Описание
Мелкие мезостигматные клещи (менее 1 мм) с тяжело склеротизированными покровами. Мезогинальный щит субтреугольный, отделён от вентрианального щита. Взрослые особи обычно ассоциированы с членистоногими из семейства муравьёв. Вид Aenicteques chapmani ассоциирован с кочевыми муравьями рода Aenictus, вид Euphysalozercon berlesei — с муравьями Anoplolepis, виды рода Ptochacarus связаны с муравьями Iridomyrmex и Camponotus. Распространены в Старом Свете (Африка, Евразия, Австралия).

## Классификация
4 семейства. Вместе с надсемействами Antennophoroidea, Celaenopsoidea, Fedrizzioidea, Megisthanoidea, Paramegistoidea и Parantennuloidea рассматривается в составе инфраотряда Antennophorina, 5 родов и 8 видов.
- Aenictequidae Kethley, 1977 — 1 вид (Филиппины)
- Euphysalozerconidae Kim, 2008 — 1 вид (Африка)[5]
- Messoracaridae Kethley, 1977 — 2 рода, 3 вида (Старый Свет)
- Ptochacaridae Kethley, 1977 — 1 род, 3 вида (Австралия)[6]